# 간도 문제
간도 문제(間島問題)는 만주에 있는 간도 지방과 오늘날의 삼지연시 거의 대부분과 대홍단군의 일부지역의 영토귀속권(領土歸屬權)을 가지고 조선과 청 제국 사이에 서로 분쟁한 사건이다.

## 상세

### 역사
간도는 원래 읍루(挹婁)·옥저(沃沮)의 옛 터이이며 부여와 고조선과 고구려와 발해의 고지(故地)로서 발해 멸망 이후에 유목 민족인 여진족이 거주하면서 변방을 자주 침범하였으므로 고려의 윤관(尹瓘), 조선의 김종서(金宗瑞) 등이 이를 정벌한 바 있다. 이는 고려의 동북 9성, 조선의 4군 6진이라는 북방 영토 수복으로 이어졌다. 그러나 조선 후기에 청 제국이 건국한 후 북방의 경계선이 분명치 못하여 오랫동안 한광지대(閑曠地帶)로 존속해 오던 중 점차 조선의 유민(流民)이 입주하여 미개지를 개간하기 시작하자 청 제국은 간도를 금봉지(禁封地)로 설정하고 주민의 거주를 금지하였으나 산둥 지방의 유민이 잠입(潛入), 조선 유민과 대립하여 분쟁을 일으키게 되었다. 

### 조선과 청나라의 영토 분쟁
이에 1712년(숙종 38) 참판(參判) 박권(朴權), 함경도 관찰사 이선부(李善溥)는 청 제국의 오라총관(烏喇總管) 목극등(穆克登)과 경계선을 결정, 목극등과 조선 통관(通官) 김경문(金慶門)이 실지를 답사하여 백두산에 정계비(定界碑)를 세웠다. 그 후 1881년(고종 18) 청 제국에서는 길림장군(吉林將軍) 명안(銘安), 흠차대신(欽差大臣) 오대징(吳大徵)을 보내어 간도의 정식 개척에 착수하였다. 이때 청 제국은 간도의 조선인 주민을 청국민으로 취급하겠다고 하여 물의를 일으켰다. 이에 조선에서는 간도의 유민쇄환(流民刷還) 문제를 주장하는 한편, 1883년(고종 20) 5월 어윤중(魚允中)·김우식(金禹軾)에게 정계비를 조사케 하고, 9월에 안변부사(安邊府使) 이중하(李重夏)·종사관(從事官) 조창식(趙昌植)을 회령(會寧)에 파견, 청의 덕옥(德玉) 가원계(賈元桂)와 담판하게 하였다. 또한 간도에 거주하던 약 7만명의 조선 유민을 관리하기 위해 이범윤이 간도관리사로 파견되기도 하였다.

### 조선과 청나라의 감계회담
청 제국은 정계비에 적혀 있는 '토문(土門)'을 두만강의 동어이자(同語異字)라 주장하였고 두만강과 압록강의 분수령을 국경으로 주장해 홍단수를 지나는 선을 국경이라고 주장했다. 조선측에서는 실제적인 증거를 들어 간도는 마땅히 흑석구 이남, 즉 조선의 영토임을 주장하였다. 또한 홍단수 국경설에 대해서는 홍단수 이북에 위치해 오랫동안 조선이 실효지배하고 조선인이 거주해온 장파 지역을 근거로 반박하였다. 회담은 3차에 걸쳐 개최되었으며 을유감계와 정해감계 사이에 청측이 '차지안민'안을 제안해 두만강 이북을 청국 영토로 하는 대신 조선의 행정력이 지배하게 할 수 있다고 제안했다. 이에 따라 조선은 홍토수를 국경으로 하고 홍토수 이북 간도지역의 재판권은 조선 지방관이 맡는다는 전제로 차지안민안을 받아들일 수 있다고 했지만 청나라가 결국 차지안민안을 거부했다.
정해 감계회담에서 청나라 측은 석을수를 경계로 할 것을 주장하며 회담 당사자인 이중하등에게 강압을 가해 조선이 간도와 백두산을 포기하게 하려고 하였다. 이중하는 토문강 국경을 포기하고 홍토수를 국경으로 하겠다는 입장을 밝히면서도 회담을 무산시켰고. 조선은 홍토수 국경안은 청 제국이 받아들이지도 않았고 강압에 의한 것이므로 무효임을 통보하여 아무런 성안(成案)을 보지 못하였다. 1900년(광무 4) 러시아 제국이 간도를 점령하자 이를 한성 주재 청국공사(淸國公使)에게 통고한 후 포병(砲兵)을 양성하고 조세를 받아 간도 지방의 소유권을 주장하였다. 

### 간도 협약의 체결
이로써 양국간에는 다시 분규가 거듭되다가 러일 전쟁으로 중단되었다. 러일 전쟁에서 러시아 제국이 패전하고 을사늑약이 체결되자 간도 문제는 일본 제국과 청나라 간의 외교 문제로 바뀌었다. 대한제국의 외교권을 불법적으로 강탈한 일본 제국은 처음에 통감부(統監府)의 출장소를 용정촌(龍井村)에 설치하고 관리를 파견, 조선의 영토로서 인정을 하였으나, 1909년(융희 3) 남만철도(南滿鐵道)의 안봉선(安奉線) 개축문제로 청 제국과 대립하자 간도 협약을 체결하고 남만주에 철도부설권을 얻은 대가로 간도 지방을 청나라에 양보하였다.
해방이 된 후 중화인민공화국은 제국주의 열강과 맺은 조약을 무효로 선언했으며 중화민국과 일본의 중일화평조약으로 일본 또한 이전에 맺은 조약을 무효화 시켰다. 한국인들은 일제의 패망과 함께 이전의 간도 협약을 무효로 여겼으며, 조선민주주의인민공화국은 백두산 남쪽의 실효지배권을 확보하고 백두산 천지의 영유권을 놓고 중화인민공화국과 분쟁을 벌였다.
1961년에는 중화인민공화국이 간도협약 이전의 영토 주장에 따라 지도에서 백두산 남쪽 수십 km 지점까지 중국령으로 표시했고, 북한은 만주 일부를 북한령으로 표시한 지도를 내놓았다. 이에 1962년에 조중 변계 조약이 체결되어 북중간에는 분쟁이 일단락 되었으나, 이는 비밀 조약으로 부쳐져 공개되지 아니하였다. 대한민국과 중화민국은 이를 승인하지 않았다.
대한민국은 간도 협약이 법리적으로 무효라고 발표하였다. 중화민국은 처음에는 홍단수 국경을 계속 주장했으나, 이후 간도 협약에 따른 경계를 주장하는 건으로 견해를 변경하였다.